# Dancing with the Devil... The Art of Starting Over
Dancing with the Devil... The Art of Starting Over é o sétimo álbum de estúdio da cantora estadunidense Demi Lovato, lançado em 2 de abril de 2021 através da Island Records. Produzido por uma variedade de colaboradores, como Mitch Allan, Lauren Aquilina, Tommy Brown, Oak Felder, Jussifer, Matthew Koma e Pop & Oak, o álbum é um disco pop com letras sobre a jornada de Lovato através de seus obstáculos e empoderamento. Segue um período de reforma na vida e carreira de Lovato, após sua internação por overdose de drogas em 2018. Um documentário do YouTube Originals intitulado Demi Lovato: Dancing with the Devil foi lançado junto com o álbum.
Várias versões do álbum foram disponibilizadas para pré-venda, incluindo capas alternativas, pacotes e uma edição exclusiva da Target com faixas bônus. Lovato mais tarde lançou duas versões do álbum, assim como uma versão deluxe do álbum, incluindo uma nova faixa, e três versões acústicas ao vivo de algumas canções do álbum, e uma edição expandida do álbum que foi lançada digitalmente, incluindo três faixas bônus lançadas anteriormente. Dancing with the Devil... The Art of Starting Over também foi adiado devido a pandemia de COVID-19. Foi procedido por quatro singles: "Anyone", "What Other People Say", "Dancing with the Devil" e "Met Him Last Night". Mesmo “Anyone” sendo sua música de retorno, o cargo de lead single do álbum ficou nas mãos de “Dancing With The Devil”. Na edição padrão do álbum, contém colaborações com Ariana Grande, Sam Fischer, Saweetie e Noah Cyrus, enquanto Sam Smith e Marshmello aparecem na edição digital expandida do álbum, na qual também se encontra o single “I Love Me”. Dancing with the Devil... The Art of Starting Over ficou entre os dez primeiros na Austrália, Bélgica, Irlanda, Holanda, Noruega, Escócia, Suíça, Reino Unido e Estados Unidos.

## Antecedentes e desenvolvimento
Após o lançamento do sexto álbum de estúdio de Lovato, Tell Me You Love Me (2017), Lovato entrou em hiato da carreira. Em maio de 2019, Lovato revelou que havia assinado com um novo gerente, Scooter Braun; e confirmou à Teen Vogue em novembro de 2019 que novas músicas estavam chegando, afirmando "Eu tenho músicas novas chegando. Eu não direi quando - agora estou apenas brincando com você. É importante lembrar que desta vez estou muito cautelosa em voltar a mergulhar nas coisas. Eu realmente decidi tomar meu tempo. Quando for a hora certa, eu colocarei isso para o mundo. Estou morrendo de vontade de lançar novas músicas... mas tudo no devido tempo".
Lovato fez sua primeira aparição musical desde seu hiato com uma apresentação do single "Anyone" no 62º Grammy Awards em janeiro de 2020. Ao longo de 2020, Lovato lançou mais singles solo autônomo "I Love Me", "Still Have Me" e "Commander in Chief" e colaborações "I'm Ready" com Sam Smith e "OK Not To Be OK" com Marshmello. Com lançamento planejado para 2020, o sétimo álbum de estúdio de Lovato foi adiado devido à pandemia de COVID-19.
O primeiro lançamento musical de Lovato em 2021 foi o single "What Other People Say" em colaboração com o cantor australiano Sam Fischer. A data de lançamento e o título do álbum foi subsequentemente anunciado em 16 de março de 2021. Durante uma transmissão ao vivo no aplicativo de bate-papo de áudio Clubhouse, Lovato explicou sobre o álbum: "Se você ouvir faixa por faixa, se seguir a lista de faixas, é como a trilha sonora não oficial de um documentário. Porque realmente acompanhou minha vida nos últimos dois anos.  Quando fizemos a ordem das faixas e meio que mapeamos como coincidia com a minha história de vida, fez sentido colocar mais uma carga emocional no início e aí fazer a transição para ‘A Arte de Recomeçar’". Lovato também revelou três colaborações com artistas femininas no álbum, incluindo uma colaboração com Ariana Grande. Um site promocional foi lançado para o álbum, onde sua capa e link para pré-salvar foram lançados em 16 de março de 2021. O álbum acompanha Demi Lovato: Dancing with the Devil, uma série de documentários do YouTube Originals, com lançamento previsto para 23 de março de 2021.

## Composição
Sendo um disco pop, Dancing with the Devil... The Art of Starting Over também inclui pop rock, country pop, folk-pop e elementos de R&B. No evento de estreia do documentário, Lovato descreveu o álbum como seu "projeto mais coeso" já feito. Lovato descreveu as canções como um mashup de gêneros, incluindo R&B, country e pop. Vulture faz referência a canções de rock no álbum, descrevendo "Lonely People" e "Melon Cake" como "hino pop rock dos anos 80", enquanto "The Art of Starting Over" e "The Kind of Lover I Am" são descritos como "yacht rock". "My Girlfriends Are My Boyfriend" e "Met Him Last Night" são descritas como tendo um toque de R&B contemporâneo. Por fim, algumas canções do álbum, como "15 Minutes", "The Way You Don't Look At Me" e "What Other People Say" são descritas como "pop country" e "folk-pop". As três primeiras faixas de Dancing with the Devil... The Art of Starting Over estão listadas como "Prelude" e consistem em "baladas poderosas que narram os dias mais sombrios de Lovato" antes de iniciar sua recuperação.

## Lançamento e promoção

### Distribuição
O álbum foi lançado em 2 de abril de 2021 pela Island Records. A edição padrão foi lançada em CD, download digital, streaming e em fita cassete. Várias versões do álbum foram lançadas com diferentes capas do álbum através do site da Lovato, bem como uma capa exclusiva no Reino Unido, e outra versão para a Target nos Estados Unidos. Todas as versões do Reino Unido contém uma faixa bônus adicional, enquanto a versão da Target contem duas faixas bônus, além da capa do álbum ser diferente. Dancing with the Devil... The Art of Starting Over também foi disponibilizado em um pacote com as três capas de álbuns exclusivas junto com a capa específica do Reino Unido ou a capa da edição padrão. Diversas variações de fitas cassetes foram disponibilizadas para pré-venda no site da Lovato. Todas as três capas alternativas têm suas próprias variações de cassete exclusivas para o Reino Unido, enquanto o lançamento em cassete dos Estados Unidos usa a capa da edição padrão. A capa do álbum foi fotografada pela fotógrafa americana Dana Trippe.

### Singles
O álbum foi precedido por quatro singles: "Anyone", "What Other People Say" com Sam Fischer, "Dancing with the Devil" e "Met Him Last Night" com Ariana Grande.

## Lista de faixas
| Dancing With the Devil... The Art of Starting Over |                                                    |                                                                                              |                                         |         |  |
| N.º                                                | Título                                             | Compositor(es)                                                                               | Produtor(es)                            | Duração |  |
| 1.                                                 | "Anyone"                                           | Demi Lovato Badriia "Bibi" Bourelly Dayyon Alexander Eyelar Mirzazadeh Jay Mooncie Sam Roman | Alexander Lauren D'Elia                 | 3:47    |  |
| 2.                                                 | "Dancing with the Devil"                           | Lovato Mitch Allan Bianca "Blush" Atterberry John Ho                                         | Allan                                   | 4:03    |  |
| 3.                                                 | "ICU (Madison's Lullabye)"                         | Lovato Atterberry Philip Cornish                                                             | Phil the Keys Allan                     | 3:16    |  |
| 4.                                                 | "Intro"                                            | Lovato                                                                                       | —                                       | 0:26    |  |
| 5.                                                 | "The Art of Starting Over"                         | Lovato Caroline Pennell Warren "OAK" Felder Trevor David Brown William Zaire Simmons         | OAK "Downtown" Trevor Brown Zaire Koalo | 2:47    |  |
| 6.                                                 | "Lonely People"                                    | Lovato Justin Tranter Caroline Pennell                                                       | OAK Downtown Koalo                      | 2:40    |  |
| 7.                                                 | "The Way You Don't Look at Me"                     | Lovato Tranter Eren Cannata Julia Michaels Jussi Karvinen Pennell                            | Jussifer Cannata Allan                  | 2:28    |  |
| 8.                                                 | "Melon Cake"                                       | Lovato Tranter Cannata Michaels                                                              | Cannata OAK                             | 3:32    |  |
| 9.                                                 | "Met Him Last Night" (part. Ariana Grande)         | Grande Thomas Brown "Courageous" Xavier Herrera Albert Stanaj                                | Grande Tommy Brown Xavi Allan           | 3:24    |  |
| 10.                                                | "What Other People Say" (com Sam Fischer)          | Lovato Geoff Warburton Ryan Williamson Fischer                                               | Rykeyz Allan                            | 3:14    |  |
| 11.                                                | "Carefully"                                        | Marcus Andersson Pennell Lauren Aquilina                                                     | Aquilina Andersson Allan                | 3:11    |  |
| 12.                                                | "The Kind of Lover I Am"                           | Lovato Felder Tranter Pennell Michaels Brown Simmons                                         | OAK Downtown Koalo                      | 3:09    |  |
| 13.                                                | "Easy" (com Noah Cyrus)                            | Matthew Bair Taylor Goldsmith Madison Love Simon Wilcox                                      | Matthew Koma Bart Schoudel              | 3:28    |  |
| 14.                                                | "15 Minutes"                                       | Lovato Felder Brown Simmons Tranter Atterberry Gregory "Aldae" Hein                          | OAK Downtown Koalo                      | 2:51    |  |
| 15.                                                | "My Girlfriends are My Boyfriend" (part. Saweetie) | Lovato Felder Andrew "Pop" Wansel Love Michael Pollack Diamonté Harper                       | Pop & OAK                               | 3:07    |  |
| 16.                                                | "California Sober"                                 | Lovato Felder Alex Niceforo Keith Sorrells Pennell Andersson Aquilina Sam Homaee Jon Wienner | OAK Alex Nice The Roommates Sorrells    | 3:05    |  |
| 17.                                                | "Mad World"                                        | Roland Orzabal                                                                               | Allan                                   | 3:02    |  |
| 18.                                                | "Butterfly"                                        | Andersson Aquilina Pennell                                                                   | Aquilina Andersson Allan                | 2:37    |  |
| 19.                                                | "Good Place"                                       | Lovato Tranter Cannata Michaels                                                              | Cannata OAK                             | 3:04    |  |
| Duração total:                                     | Duração total:                                     | Duração total:                                                                               | Duração total:                          | 57:11   |  |

| Edição Deluxe  |                                             |                                                                                         |                |         |  |
| N.º            | Título                                      | Compositor(es)                                                                          | Produtor(es)   | Duração |  |
| 20.            | "Sunset"                                    | Lovato Atterberry Pollack Trevor Brown Simmons                                          | The Orphanage  | 4:04    |  |
| 21.            | "Anyone" (Versão Acústica)                  | Lovato Badriia "Bibi" Bourelly Dayyon Alexander Eyelar Mirzazadeh Jay Mooncie Sam Roman | Alexander      | 3:41    |  |
| 22.            | "Dancing With the Devil" (Versão Acústica)  | Lovato Mitch Allan Bianca "Blush" Atterberry John Ho                                    | Allan          | 4:10    |  |
| 23.            | "ICU (Madison's Lullaby)" (Versão Acústica) | Lovato Atterberry Philip Cornish                                                        | Phil The Keys  | 3:28    |  |
| Duração total: | Duração total:                              | Duração total:                                                                          | Duração total: | 72:34   |  |

| Capa Alternativa e faixa bônus da edição do Reino Unido |                |                                                    |                    |         |  |
| N.º                                                     | Título         | Compositor(es)                                     | Produtor(es)       | Duração |  |
| 20.                                                     | "Gray"         | Lovato Felder Brown Simmons Caroline Ailin Tranter | OAK Downtown Koalo | 3:11    |  |
| Duração total:                                          | Duração total: | Duração total:                                     | Duração total:     | 60:22   |  |

| Target Edition |                |                                                   |                        |         |  |
| N.º            | Título         | Compositor(es)                                    | Produtor(es)           | Duração |  |
| 20.            | "I’m Sorry"    | Ryan Vojtesak Chloe Angelides                     | Charlie Handsome Allan | 3:37    |  |
| 21.            | "Change You"   | Michael Woods Kevin White Trey Campbell Angelides | Rice N' Peas Allan     | 3:09    |  |
| Duração total: | Duração total: | Duração total:                                    | Duração total:         | 63:57   |  |

| Versão Digital Expandida |                                    |                                                                                     |                           |         |  |
| N.º                      | Título                             | Compositor(es)                                                                      | Produtor(es)              | Duração |  |
| 20.                      | "I Love Me"                        | Lovato Anne-Marie Nicholson Jennifer Decilveo Niceforo Sean Douglas Sorrells Felder | Alex Nice Sorrells Felder | 3:24    |  |
| 21.                      | "I'm Ready" (com Sam Smith)        | Smith Lovato Ilya Salmanzadeh Savan Kotecha Peter Svensson                          | Ilya                      | 3:29    |  |
| 22.                      | "OK Not To Be OK" (com Marshmello) | Lovato Gregory Hein James Gutch James Nicholas Bailey Marshmello                    | Marshmello                | 2:39    |  |
| Duração total:           | Duração total:                     | Duração total:                                                                      | Duração total:            | 66:43   |  |

## Desempenho comercial

### Posições
| Tabela musical (2021)                 | Melhor posição |
| ------------------------------------- | -------------- |
| Alemanha (Offizielle Deutsche Charts) | 12             |
| Austrália (ARIA)                      | 8              |
| Áustria (Ö3 Austria Top 40)           | 8              |
| Bélgica (Ultratop Valônia)            | 14             |
| Bélgica (Ultratop Flandres)           | 5              |
| Canadá (Billboard)                    | 6              |
| 16                                    |                |
| Escócia (Official Scottish Albums)    | 2              |
| Eslováquia (ČNS IFPI)                 | 19             |
| Espanha (PROMUSICAE)                  | 9              |
| Estados Unidos (Billboard 200)        | 2              |
| França (SNEP)                         | 56             |
| Hungria (MAHASZ)                      | 26             |
| Irlanda (OCC)                         | 8              |
| Itália (FIMI)                         | 36             |
| Lituânia (AGATA)                      | 46             |
| Noruega (VG-lista)                    | 4              |
| Nova Zelândia (RMNZ)                  | 12             |
| Países Baixos (Dutch Charts)          | 4              |
| Polónia (ZPAV)                        | 28             |
| Portugal (AFP)                        | 20             |
| Reino Unido (Official Albums Chart)   | 2              |
| Suíça (Schweizer Hitparade)           | 7              |